# Virunum
Koordinati:   46°41′55″N, 14°22′02″E
Municipium Claudium Virunum ali krajše Virunum je bilo glavno mesto rimske province Norik.
Arheološki ostanki mesta se nahajajo na Gosposvetskem polju na Koroškem v Avstriji. Nahajajo se na rahli terasasti vzpetini okoli 1,2 kilometra naprej od Vojvodskega prestola na levem bregu Gline nad cesto, ki pelje iz Celovca proti Šentvidu ob Glini (nemško Sankt Veit an der Glan).
Virunum je bil kot sedež province postavljen v času cesarja Klavdija. Mesto so med drugimi naselili tudi prebivalci iz bližnje Štalenske gore (nemško Magdalensberg).
Velikost naselja je bila približno 1000 x 1000 metrov, mestno ozemlje pa razdeljeno na pravilne štirikotne stanovanjske bloke, ki so jih ločevale ceste. Arheološko je raziskan javni trg (latinsko forum) velikost okoli 120 x 95 metrov s stavbami na treh straneh in sedežem mestne uprave. Na sever se je forum odpiral proti kapitolu s svetiščem kapitalne triade (Jupiter, Mars, in Minerva). Zahodno od foruma so bile velike javne kopeli (latinsko thermae) v velikosti 70 x 70 metrov okrašene z mozaiki in skulpturami.
Mesto je zaradi slabe obrambne lege v nižini začelo propadati v začetku 5. stoletja, njegovo vlogo pa je prevzel Sveti Peter v Lesu nad Dravo pri Špitalu.